# Цигули Мигули
Цигули Мигули је југословенски филм, снимљен 1952. године у режији Бранка Марјановића.

## Радња
Партијски функционер Иван Ивановић долази у мали провинцијски град како би привремено заменио одсутног референта за културу. Иван је невероватно упоран у настојању да културни живот доведе у ону меру и на начин који он сматра социјалистичким, а самим тим и за народ најкориснијим. Он укида свих пет музичких друштава које делују у граду, а покреће и иницијативу да се с градског трга уклони споменик покојном локалном композитору Цигулију Мигулију. Овакви Ивановићеви потези почињу да изазивају одлучан отпор грађана, а на крају и омладине.

## Улоге
| Глумац           | Улога                          |
| ---------------- | ------------------------------ |
| Љубомир Дидић    | Иван Ивановић                  |
| Аугуст Чилић     | Валентин Жугец                 |
| Виктор Бек       | Пепек                          |
| Мартин Матошевић | шеф ватрогасног друштва        |
| Звонко Ткалец    | Пак Хрдало                     |
| Љубо Дијан       | кројач                         |
| Јожа Шеб         | Хијацинт Штиглић               |
| Миливој Арханић  | Ивек                           |
| Олга Кларић      | Марица                         |
| Борис Бузанчић   | предсједник омладинског савеза |
| Ђокица Милаковић | поштар Мак                     |
| Мира Гавриловић  |                                |
| Јосип Данеш      |                                |
| Зденка Хершак    |                                |
| Мирко Војковић   |                                |
| Зденка Трах      | Благајница (као З. Јакшић)     |

Комплетна филмска екипа  ▼
| Редитељ                   | Бранко Марјановић |                         |
| Сценариста                | Јожа Хорват       |                         |
| Композитор                | Иво Тијардовић    |                         |
| Директор фотографије      | Никола Танхофер   |                         |
| Mонтажер                  | Радојка Танхофер  | (као Радојка Иванчевић) |
| Сценограф                 | Здравко Гмајнер   |                         |
| Уметнички директор        | Желимир Загота    |                         |
| Костимограф               | Инга Костинчер    |                         |
| Костимограф               | Д. Ритинг         |                         |
| Одсек за шминку           | Мирко Мачкић      | шминкер                 |
| Одсек за шминку           | В. Прибетић       | шминкер                 |
| Менаџер продукције        | Владимир Џамоња   | директор филма          |
| Менаџер продукције        | Карло Худец       | вођа снимања            |
| Помоћник режије           | И. Гавриловић     | трећи помоћник редитеља |
| Помоћник режије           | Мате Реља         | први помоћник редитеља  |
| Помоћник режије           | Срећко Вејганд    | други помоћник редитеља |
| Уметнички одсек           | Маријан Копајтић  | сет дизајнер            |
| Уметнички одсек           | З. Пихлер         | сет дизајнер            |
| Одсек за звук             | Теа Бруншмид      | тонска обрада           |
| Одсек за звук             | Алберт Прегерник  | тон мајстор             |
| Одсек за камеру и расвету | Миодраг Грбић     | пратилац камере         |
| Одсек за камеру и расвету | Славко Залар      | пратилац камере         |
| Музички одсек             | Теа Бруншмид      | музички уредник         |
| Остала екипа              | Е. Рајковић       | секретар режије         |